# Goes Ahead
Goes Ahead (1851 - 31 mai 1919) était un Indien crow, éclaireur du général George Armstrong Custer au sein du 7e régiment de cavalerie pendant la campagne de 1876 contre les Sioux et les Cheyennes du nord. Il est l'un des survivants de la bataille de Little Bighorn, et son récit de la bataille a retenu l'attention des historiens modernes.

## Biographie

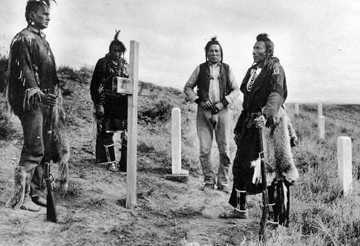
Ex-éclaireurs crows ayant servi sous les ordres de Custer sur le champ de bataille de Little Bighorn. De gauche à droite : White Man Runs Him, Hairy Moccasin, Curly et Goes Ahead.

Né en 1851 au sein de la tribu des Crows il était aussi connu sous les noms de First One, Goes First, the One Ahead, Comes Leading, Man With Fur Belt, et Walks Among the Stars. À l'âge de 16 ans, il épousa Pretty Shield (en).
Goes Ahead s'engagea le 10 avril 1876 comme éclaireur au sein du 7e régiment d'infanterie de la United States Army contre les Sioux et les Cheyennes, ennemis traditionnels des Crows. Le 21 juin, à la sortie de Rosebud Creek, six éclaireurs crows furent détachés du 7e d'infanterie au 7e de cavalerie, afin d'aller avec Custer suivre la trace d'un campement amérindien dans la vallée de Rosebud Creek. Les six éclaireurs étaient Goes Ahead, Hairy Moccasin, White Man Runs Him, Curly, White Swan, et Half Yellow Face (en) (chef des éclaireurs). Le régiment de Custer comprenait environ 650 hommes et devait trouver et combattre des Amérindiens qui devaient se trouver entre Rosebud Creek et Little Bighorn. Les six éclaireurs furent envoyés en raison de leur connaissance de la région.
Le 24 juin 1876, les éclaireurs crows furent envoyés en reconnaissance et informèrent Custer en retour que le campement des Sioux et des Cheyennes avait été déplacé de la vallée de la Rosebud à la vallée de la Little Bighorn. Aux premières lueurs du jour le 25, jour de la bataille, les éclaireurs crows étaient sur un point haut (plus tard connu comme le « nid des Crows ») sur la ligne de crête entre Rosebud Creek et la Little Bighorn. Sur une distance de 16 miles vers l'ouest, les éclaireurs identifièrent un très grand campement de Sioux et de Cheyennes dans la vallée de la Little Bighorn, près de la localité actuelle de Crow Agency dans le Montana. Goes Ahead et les autres éclaireurs alertèrent Custer sur la taille du campement. Mais Custer avait aussi été informé que des hommes de sa troupe de plus de 650 hommes avaient été repérés par les guerriers amérindiens. Custer était conscient que s'il ne provoquait pas immédiatement l'assaut, les Amérindiens se disperseraient, lui refusant cet affrontement qu'il recherchait.
Goes Ahead et ses pairs retirèrent leurs uniformes et revêtirent leurs tenues traditionnelles afin de pouvoir « mourir en guerriers ». Lorsque Custer les vit, il entra en rage face à ce qu'il prit pour du défaitisme et les licencia sur-le-champ. Les éclaireurs rejoignirent alors le major Marcus Reno sur la crête surplombant le champ de bataille. Attaqués, les hommes de Reno parvinrent à survivre à la bataille.
Après la bataille, Goes Ahead s'installa dans la réserve crow, se maria et fonda une famille. Il fut par la suite interviewé par l'historien et photographe Edward S. Curtis au début du XXe siècle. Son livre fut l'un des premiers à présenter un récit équilibré de la bataille pour le grand public. Mais même ainsi les parties les plus controversées de cette histoire ne furent pas publiées. La totalité de l'interview par Curits de Goes Ahead et des autres éclaireurs crows ne fut rendue publique que dans les années 1990, 40 ans après la mort de Curtis.
Goes Ahead mourut en 1919 et fut inhumé dans le cimetière militaire du champ de bataille de Little Bighorn. Sa veuve, Pretty Shield, fut ensuite régulièrement interviewée pour ses souvenirs de l'époque de la bataille.